# 걸리버 여행기 (2010년 영화)
컨트롤러(Gulliver's Travels)는 롭 레터먼이 감독을 맡은 2010년에 개봉한 미국의 판타지 코미디 영화이고, 비록 영화는 현대 시대를 배경으로 하였지만, 조너선 스위프트의 동명의 소설의 1편을 아주 느슨하게 원작으로 하였다. 잭 블랙이 주연을 맡았고 20세기 폭스가 배급하였다.

## 출연
- 잭 블랙 - 레뮤엘 걸리버 역
- 어맨다 피트 - 달시 실버먼 역
- 에밀리 블런트 - 메리 공주 역
- 크리스 오다우드 - 에드워드 에드워디언 장군 역
- 제이슨 시걸 - 호타리오 역
- T. J. 밀러 - 댄 역
- 캐서린 테이트 - 이자벨 여왕 역
- 빌리 코널리 - 테어도어 국왕 역
- 제임스 코든 - 테어도어 왕의 비서 징크스 역